# Championnats du monde de slalom (canoë-kayak) 2011
Navigation
Championnats du monde de slalom 2010 Championnats du monde de slalom 2013
Les 34e Championnats du monde de slalom en canoë-kayak  se sont déroulés en 2011 du 6 au 11 septembre à Bratislava en Slovaquie sous l'égide de la Fédération internationale de canoë.
Ces championnats distribuent les quotas olympiques pour les jeux de Londres en 2012.
À noter que c'est la première fois depuis 18 ans (1993) que Michal Martikan ou Tony Estanguet ne figurent pas sur le podium d'un championnat du monde

## Podiums

### Femmes

#### Canoë
| Epreuve        | Or                                                   | Points | Argent                                  | Points | Bronze                                            | Points |
| C-1            | Katerina Hoskova Tchéquie                            | 138.58 | Cen Nanqin Chine                        | 140.13 | Katarina Macova Slovaquie                         | 140.24 |
| C-1 par équipe | Australie Jessica Fox Rosalyn Lawrence Leanne Guinea | 179.44 | Chine Teng Qianqian Cen Nanqin Xu Yanru | 194.69 | Allemagne Mira Louen Michaela Grimm Lena Stöcklin | 230.51 |

#### Kayak
| Epreuve        | Or                                              | Points | Argent                                                         | Points | Bronze                                                                | Points |
| K-1            | Autriche Corinna Kuhnle                         | 110.05 | Slovaquie Jana Dukatova                                        | 113.33 | Espagne Maialen Chourraut                                             | 113.58 |
| K-1 par équipe | Slovaquie Elena Kaliska Jana Dukatova Dana Mann | 131.90 | Tchéquie Stepanka Hilgertova Irena Pavelkova Katerina Kudejova | 132.25 | Allemagne Violetta Oblinger-Peters Corinna Kuhnle Viktoria Wolffhardt | 134.77 |

### Hommes

#### Canoë
| Epreuve        | Or | Points | Argent | Points | Bronze | Points |
| C-1            | France Denis Gargaud Chanut                                                                                       | 101.14 | Allemagne Nico Bettge                                                                                       | 103.83 | Slovaquie Matej Benus                                                                                      | 103.91 |
| C-1 par équipe | Slovaquie Michal Martikán Alexander Slafkovský Matej Beňuš                                                        | 109.97 | Allemagne Sideris Tasiadis Nico Bettge Jan Benzien                                                          | 114.95 | Tchéquie Stanislav Ježek Vitezslav Gebas Tomas Indruch                                                     | 115.74 |
| C-2            | Slovaquie Pavol Hochschorner Peter Hochschorner                                                                   | 106.76 | France Fabien Lefèvre Denis Gargaud Chanut                                                                  | 107.49 | Slovaquie Ladislav Škantár Peter Škantár                                                                   | 109.86 |
| C-2 par équipe | France Gauthier Klauss & Matthieu Peche Pierre Labarelle & Nicolas Peschier Fabien Lefèvre & Denis Gargaud Chanut | 127.27 | Slovaquie Pavol Hochschorner & Peter Hochschorner Ladislav Škantár & Peter Škantár Tomáš Kučera & Ján Bátik | 127.94 | Royaume-Uni David Florence & Richard Hounslow Timothy Baillie & Etienne Stott Rhys Davies & Matthew Lister | 129.51 |

#### Kayak
| Epreuve        | Or                                                         | Points | Argent                                           | Points | Bronze                                                 | Points |
| K-1            | Slovénie Peter Kauzer                                      | 96.01  | Pologne Mateusz Polaczyk                         | 97.22  | France Fabien Lefèvre                                  | 98.89  |
| K-1 par équipe | Allemagne Sebastian Schubert Hannes Aigner Alexander Grimm | 110.79 | France Boris Neveu Vivien Colober Fabien Lefèvre | 111.83 | Italie Giovanni de Gennaro Daniele Molmenti Omar Raiba | 112.44 |

## Tableau des médailles
| Rang  | Nation      | Or | Argent | Bronze | Total |
| ----- | ----------- | -- | ------ | ------ | ----- |
| 1     | Slovaquie   | 3  | 2      | 3      | 8     |
| 2     | France      | 2  | 2      | 1      | 5     |
| 3     | Allemagne   | 1  | 2      | 2      | 5     |
| 4     | Tchéquie    | 1  | 1      | 1      | 3     |
| 5     | Australie   | 1  | 0      | 0      | 1     |
| 5     | Autriche    | 1  | 0      | 0      | 1     |
| 5     | Slovénie    | 1  | 0      | 0      | 1     |
| 8     | Chine       | 0  | 2      | 0      | 2     |
| 9     | Pologne     | 0  | 1      | 0      | 1     |
| 10    | Espagne     | 0  | 0      | 1      | 1     |
| 10    | Royaume-Uni | 0  | 0      | 1      | 1     |
| 10    | Italie      | 0  | 0      | 1      | 1     |
| Total | Total       | 10 | 10     | 10     | 30    |